# Billardiera versicolor
Billardiera versicolor là một loài thực vật có hoa trong họ Pittosporaceae. Loài này được F.Muell. ex Klatt mô tả khoa học đầu tiên năm 1856.